# Doug Ford (homme politique)
Pour les articles homonymes, voir Doug Ford (homonymie).
Douglas Robert Ford, Jr., dit Doug Ford, né le 20 novembre 1964 à Etobicoke (Ontario), est un homme d'affaires et homme politique canadien. Il est premier ministre de l'Ontario depuis le 29 juin 2018 en sa qualité de chef du Parti progressiste-conservateur de l'Ontario, fonction qu'il occupe depuis le 10 mars 2018.

## Biographie
Héritier d’une grande imprimerie familiale, il est un riche homme d’affaires avant d’entreprendre une carrière politique.

### Premiers engagements à Toronto
Fils d'un député et frère aîné de Rob Ford (1969-2016), Doug Ford est conseiller municipal de Toronto pour le quartier 2 d'Etobicoke-Nord de 2010 à 2014 alors que son frère est maire. Leur père, Doug Ford, Sr., est le cofondateur de Deco Labels and Tags, une entreprise d'imprimerie active au Canada et aux États-Unis. Ce dernier est député provincial de 1995 à 1999. En 2025, l'entreprise est détenue par Doug Ford, Jr. et son frère Randy.
Doug Ford se présente aux élections municipales de Toronto en 2014 en remplacement de son frère Rob, le maire sortant, qui se retire pour des raisons médicales, peu après la médiatisation de sa consommation de crack, d'une visite d'une prostituée à son bureau et de l'usage de langage vulgaire envers ses collaborateurs. Doug Ford se classe deuxième derrière John Tory, qui est élu maire.
Les frères Ford ont créé un mouvement politique, réputé plus populiste qu'idéologique, autour de leur famille.

### Carrière sur la scène politique provinciale
En mars 2018, Ford remporte la course à la direction du Parti progressiste-conservateur de l'Ontario et est nommé candidat du parti à Etobicoke-Nord. Lors des élections de 2018, il est élu premier ministre de l'Ontario à la suite de Kathleen Wynne, du Parti libéral, avec pour principale promesse le fait de réduire les dépenses.
En novembre 2018, la députée provinciale conservatrice Amanda Simard quitte le caucus gouvernemental pour contester les coupes opérées contre la communauté franco-ontarienne. En 2018, Ford reçoit le prix de la Carpette anglais après avoir annoncé l'abandon du projet de l'université francophone de l'Ontario français à Toronto, alors que le bilinguisme est reconnu dans cette province canadienne anglophone. Il fait de son opposition à la taxe sur le carbone canadienne une de ses priorités, contestant cette dernière devant la Cour suprême du Canada avec d'autres provinces.
Sa gestion se caractérise par des coupes importantes dans les budgets sociaux et un engagement en faveur des milieux d'affaires. Ses façons brutales de gérer toute opposition lui valent de perdre en popularité, jusqu'à la pandémie de Covid-19 au Canada, où il adopte une image plus protectrice.
À l'issue de son mandat en 2022, il est réélu en profitant de la faiblesse persistante du Parti libéral en Ontario, qui souffre notamment de l'impopularité croissante de Justin Trudeau. Ses promesses visent particulièrement les automobilistes, avec la suppression et le remboursement rétroactif, juste avant l'élection, de la vignette automobile, et la promesse de construire de nouvelles autoroutes dans la région de Toronto.
Son deuxième mandat est marqué par plusieurs scandales, en particulier sa décision de retirer de larges portions de la ceinture de verdure de l'Ontario, en contradiction avec ses promesses antérieures. Les révélations de la vérificatrice générale de l'Ontario, qui confirment le traitement partial du projet de loi et le bénéfice massif attendu par de soutiens et des proches du parti, poussent à la démission de plusieurs membres du gouvernement, à l'ouverture d'une enquête par la Gendarmerie royale du Canada et finalement à l'annulation du plan par Doug Ford.
À la suite d'une courte campagne politique ayant pour thème la menace des tarifs douaniers sur les importations canadiennes aux États-Unis et de répliques de la part de l'Ontario (plus familièrement appelée « guerre des tarifs »), Doug Ford est élu le 28 février 2025 pour une troisième fois. Pendant la campagne, il affirme avoir besoin de quatre ans au poste de premier ministre de l'Ontario pour lutter contre les menaces de tarifs douaniers,. Il était auparavant un fervent admirateur de Donald Trump. Il est régulièrement invité sur Fox News, CNN ou NBC News pour représenter les intérêts canadiens.
Son bilan à la tête de l’Ontario depuis 2018 est contrasté : système de santé défaillant, grave crise du logement, gouvernement sous enquête pour des accusations de conflits d’intérêts.